# Drabescus jinxiuensis
Drabescus jinxiuensis är en insektsart som beskrevs av Zhang och Su-qin Shang 2003. Drabescus jinxiuensis ingår i släktet Drabescus och familjen dvärgstritar. Inga underarter finns listade i Catalogue of Life.